# 이규호 정려각
이규호 정려각은 대한민국 충청남도 천안시 동남구 성남면 대흥리에 있다. 1995년 5월 10일 천안시의 향토문화유산 제15호로 지정되었다.

## 개요
효자 이규호를 기리고자 세운 정려각이다.